# Кодзоев, Рустам Магометович
Рустам Магометович Кодзоев (род. 1 января 1982) — российский дзюдоист, чемпион России, чемпион Европы среди юниоров, мастер спорта России международного класса.

## Спортивные результаты
- Первенство России 1998 года среди кадетов — ;
- Кубок Европы по дзюдо среди юниоров 2000 года, Владыславово — ;
- Кубок Европы по дзюдо среди юниоров 2001 года, Владыславово — ;
- Первенство России 2001 года среди юниоров — ;
- Первенство Европы 2001 года среди юниоров — ;
- Чемпионат России по дзюдо 2006 года — .